# 10875 Veracini
10875 Veracini este un asteroid din centura principală de asteroizi.

## Descriere
10875 Veracini este un asteroid din centura principală de asteroizi. A fost descoperit pe 7 octombrie 1996 la Kitt Peak National Observatory în cadrul proiectului Spacewatch. Asteroidul prezintă o orbită caracterizată de o semiaxă mare de 2,73 ua, o excentricitate de 0,22 și o înclinație de 9,9° în raport cu ecliptica.